# Helge Klæstad
Helge Klæstad (6 décembre 1885 – 23 mai 1965) est un juge norvégien.

## Biographie
Il est né à Levanger. Il obtient le diplôme de docteur en droit en 1921 et est juge à la Cour suprême de 1929 à 1946, à l'exception de la période entre décembre 1940 et mai 1945, pendant l'occupation allemande de la Norvège. En 1946, il est nommé à la Cour internationale de Justice, qu'il préside de 1958 jusqu'à sa retraite en 1961.
Klæstad est également compositeur.